# Roger Joseph Foret

Roger Foret 1911

Roger Joseph Foret (in französischen Quellen als Forêt geschrieben, Eigenschreibung jedoch Foret) (* 1. Oktober 1870 in Vaxy; † 8. Januar 1943 in Metz) war Bürgermeister von Metz und Landtagsabgeordneter.
Roger Joseph Foret besuchte Gymnasien in Saarburg und Metz und studierte danach Rechtswissenschaften in Straßburg und Freiburg im Breisgau. An seinen Studienorten wurde er Mitglied von katholischen Studentenvereinen des KV, in Straßburg bei der Frankonia und in Freiburg in der Brisgovia. Nach dem Studium arbeitete er ab dem 1. März 1900 als Rechtsanwalt in Metz. Dort war er 1902 bis 1908 Mitglied des Gemeinderates und vom 28. Februar 1911 bis zum November 1918 Bürgermeister. 
Bei der Reichstagswahl 1907 verlor er mit 12.693 Stimmen knapp gegen Albert Grégoire (12.919 Stimmen) die Wahl im Wahlkreis Elsaß-Lothringen 14 (Metz).
Er wurde zum Mitglied der ersten Kammer des Landtags ernannt, der er von 1911 bis 1918 angehörte.
Nachdem Elsass-Lothringen 1918 wieder französisch geworden war, wurde er, als Unterstützer der Zugehörigkeit des Elsass zu Deutschland, Mitglied des Souvenir Français. Foret blieb bis zur Auflösung des KV durch den Nationalsozialismus Mitglied des KV. 1928 war er im sogenannten Komplottprozess von Colmar Verteidiger der autonomistischen Angeklagten. Nach der Besetzung 1940 durch die deutschen Truppen übergab Foret symbolisch die Schlüssel der Stadt Metz den Deutschen. Foret starb 1943 in Metz, bevor Metz im November 1944 von den Amerikanern befreit wurde.